# Spoorlijn aansluiting Buschstraße - aansluiting Deusen
De spoorlijn aansluiting Buschstraße - aansluiting Deusen is een Duitse spoorlijn in Dortmund en is als spoorlijn 2123 onder beheer van DB Netze.

## Geschiedenis
Het traject werd door de Deutsche Reichsbahn (DR) geopend op 15 juni 1942.

## Treindiensten
De lijn is alleen in gebruik voor goederenvervoer bij Deutsche Bahn.

## Aansluitingen
In de volgende plaatsen is of was er een aansluiting op de volgende spoorlijnen:
aansluiting Buschstraße
DB 2136, spoorlijn tussen Dortmund Süd en Dortmund-Bodelschwing
DB 2137, spoorlijn tussen Dortmund-Rahm en aansluiting Buschstraße
DB 2191, spoorlijn tussen Dortmund-Mengede en Dortmund-Dorstfeld
aansluiting Deusen
DB 2131, spoorlijn tussen aansluiting Deusen en Dortmund Güterbahnhof
DB 2132, spoorlijn tussen aansluiting Nette en Dortmund-Scharnhorst

## Elektrificatie
Het traject werd in 1965 geëlektrificeerd met een wisselspanning van 15.000 volt 16 2/3 Hz.